# Emmanuele Parisi
Emmanuele Parisi (... – 1818) è stato un magistrato e politico italiano. Fu ministro degli affari interni del Regno delle Due Sicilie.

## Biografia
Emmanuele Parisi era originario di Palermo e aveva seguito la carriera di magistrato in Sicilia. Ebbe alcuni incarichi nel 1799 e fu anche Direttore della Segreteria di grazia e giustizia a Napoli (carica che ottenne perché i siciliani mal tolleravano di essere esclusi dalle principali cariche del regno). Nel 1817 gli fu assegnato il ministero degli affari interni del Regno delle Due Sicilie; Luca de Samuele Cagnazzi nella sua autobiografia lo descrive come una persona tanto ignorante da non conoscere termini di uso comune come "cereali" o "limitrofi". Durante il suo periodo come ministro fu aiutato dallo stesso Luca de Samuele Cagnazzi, che aveva molta esperienza anche se Parisi mal sopportava Cagnazzi. Inoltre, a quanto pare, Cagnazzi sarebbe stato diffamato dai suoi detrattori davanti a Parisi (già allora Cagnazzi comprese di avere dei nemici di palazzo).
Parisi aveva persino difficoltà di lettura e scrittura, tanto che, come raccontato da Cagnazzi, una volta dimostrò di non essere in grado di comprendere la divisione di parole in fin di riga suscitando il riso persino di re Ferdinando I delle Due Sicilie; inoltre scriveva (o faceva scrivere) le lettere agli intendenti usando la seconda persona piuttosto che la terza persona, come era consuetudine.
Il viaggio dalla Sicilia verso Napoli del 1817 lo fece con l'astronomo Giuseppe Piazzi, il quale ebbe modo già da allora di saggiare l'ignoranza di Parisi facendolo notare a Cagnazzi. Durante il viaggio, Parisi trattava per "impostore e infame" padre Piazzi che difendeva il moto della Terra e affermava di conoscere "la distanza degli astri". Non possedeva neanche i rudimenti del calcolo delle distanze e rise quando Cagnazzi misurò una distanza con un compasso su una mappa esclamando "Come? Così si misurano le distanze?". Aggiunse inoltre che "grazie al Cielo non ho mai studiato le matematiche, perché questi sono scomunicati secondo le Romane Leggi, che studiano le leggi e si hanno come maghi e impostori".
Con decreto del 18 giugno 1817, furono emanati gli statuti della corporazione su richiesta di Parisi. Queste contrastavano la "libertà del lavoro" in quanto creavano maestri, servitù e oppressione di garzoni; inoltre lo scioglimento di alcune corporazioni aveva dato i suoi frutti negli scorsi anni.
Nel mese di febbraio del 1818 Emmanuele Parisi "fu sorpreso da un attacco di petto" e fu costretto a letto; avendo compreso che non sarebbe sopravvissuto alla malattia, fu sostituito dal generale Diego Naselli al Ministero dell'interno. Da quel momento si scusò in più occasioni con Cagnazzi per averlo maltrattato e osteggiato; morì nello stesso anno 1818.
Cagnazzi nella sua autobiografia non fu sempre critico nei suoi confronti; scrisse, infatti, che "era poi per verità di un'esimia giustizia, ma errava per ignoranza, e spesso traviava da questa perché non sapeva riconoscerla".